# Coccoloba microstachya
Coccoloba microstachya är en slideväxtart som beskrevs av Carl Ludwig von Willdenow. Coccoloba microstachya ingår i släktet Coccoloba och familjen slideväxter. Inga underarter finns listade i Catalogue of Life.